# Sepulcre de Ramon Folc de Cardona
El Sepulcre de Ramon Folc de Cardona és una obra de Bellpuig (Urgell) declarada bé cultural d'interès nacional. És obra de l'escultor renaixentista italià Giovanni Merliano da Nola, que es va encarregar de la construcció del monument entre els anys 1522 i 1525. Actualment es troba instal·lat a l'església parroquial de Bellpuig, a la comarca de l'Urgell. El 1925 el mausoleu va ser declarat monument historicoartístic.

## Descripció
El mausoleu de Ramon Folc de Cardona té l'estructura d'un arc de triomf clàssic seguint el model del de l'emperador Constantí i disposat en forma de sepulcre de paret de grans dimensions (uns 11 metres d'alçada), que incorpora en el seu si unes fornícules laterals i escultures que fan que s'assembli a d'altres obres renaixentistes funeràries de l'època. El sepulcre es pot incloure en un petit grup de quatre peces similars que van ser realitzades a Nàpols durant les quatre primeres dècades del segle XVI i muntades de manera posterior a terres catalanes: els sepulcres de Joan d'Aragó i de Bernat II de Vilamarí, que es troben a l'abadia de Montserrat; el de Jeroni Descoll, actualment al Museu Diocesà de Barcelona; i el del mateix Ramon de Cardona.
La temàtica principal que s'hi aborda és el triomf sobre la mort a partir de la fama assolida amb les qualitats i gestes de l'heroi i militar, que s'explora a través d'una iconografia d'ideologia humanista pròpia de l'escultura del Renaixement italià, amb unes peces que consten d'unes proporcions harmòniques i d'un llenguatge classicitzant. Per tal de tractar aquesta temàtica, no hi havia un element artístic més adequat per als artistes del Renaixement que els arcs triomfals, que passaven a simbolitzar la victòria de l'home sobre la feble condició mortal. La qualitat dels abundosos elements figuratius i ornamentals que hi són esculpits, superposats als elements de definició arquitectònica, fan que el conjunt sigui una de les millors obres renaixentistes existents a Catalunya.

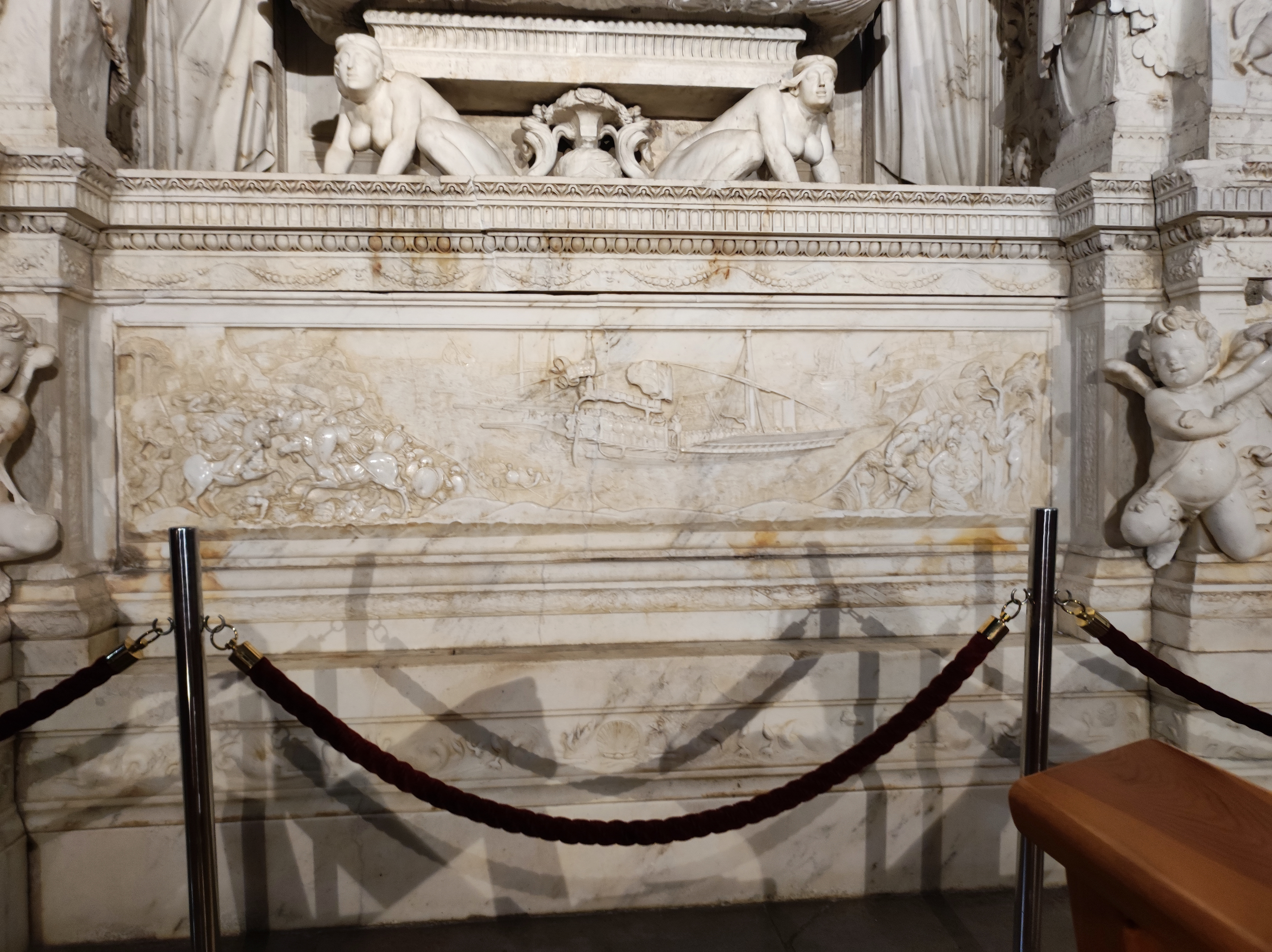
Detall del relleu inferior del sepulcre de Ramon de Cardona-Anglesola.

La base del sepulcre presenta algunes dedicatòries, i també s'hi pot veure un magnífic relleu on s'hi percep la tècnica donatel·liana del stiacciato, que narra la Jornada de Mers-el-Kébir (1505) que Ramon de Cardona va guanyar als amazics. Al sòcol, a l'extrem dret inferior, es troba la signatura de l'autor «Joannes Nolanus faciebat».
El nivell principal és centrat pel sarcòfag, ornat amb escenes mitològiques i amb l'estàtua jacent del duc, que denota una expressió relaxada i va vestit amb una armadura de l'època del rei Carles I, mentre aguanta un bastó de comandament i reclina el seu cap sobre l'elm (una posició que, en aquells moments, semblava que es començava a recuperar entre els artistes renaixentistes i que es basava en la tradició etrusco-romana). El sarcòfag reposa sobre els lloms de dos éssers mitològics d'imatge de dona però amb extremitats d'animals, els quals es creu que podrien ser harpies-sirenes (que es relacionarien amb la glòria naval del noble, que va ser almirall de la flota de la Corona d'Aragó). Entre aquestes dues criatures hi apareix un casc o elm anatòmic amb cimera romana i turbant musulmà. El sarcòfag està decorat amb un altre relleu que mostra a Neptú cavalcant amb la seva quadriga en forma de closca de cargol marí i arrossegada per hipocamps a qui l'acompanya tot el seu seguici: Amfítrite sobre un lleó marí, les nereides Tetis (que lleta un geni marí) i Galatea, el pastor Acis i uns tritons fent sonar caragols de mar. De la mateixa manera, i en tota l'obra, motius marins diversos van reapareixent en diferents zones com les bases de les pilastres o les garlandes decoratives dels frisos. Als laterals exteriors d'aquest primer nivell, dos atlants barbuts amb el cap cobert per un mantell sostenen el monument per les bandes.
En el segon nivell hi trobem present un arcosoli, el qual és sostingut per unes cariàtides junt amb unes pilastres d'estil jònic decorades amb atributs militars entre les que estan col·locades dues figures femenines simbolitzant la Pau. Per damunt de la figura del jacent es troba la representació en un alt relleu d'una Pietat. El cos inert de Jesús descansa a la falda de la Mare de Déu, que està acompanyada de Nicodem, Joan, Maria Cleofàs, Josep d'Arimatea i Maria Magdalena. La disposició tant del noble jacent com de Jesús permet establir una línia recta entre la punta del bastó que sosté Ramon de Cardona i el rostre de Crist davallat de la creu, mentre que els músculs que s'aprecien a l'alt relleu es troben, curiosament, en tensió. Es creu que aquesta fou una decisió presa de manera activa pel seu creador, per publicitar el seu taller i demostrar la seva tècnica anatòmica.
La clau de l'arc és presidida per l'escut d'armes de la família del difunt, coronat amb un elm de set reixetes, cimera de plomes i llambrequins de fulles d'acant o card. L'entaulament és sostingut per un fris al·lusiu a la batalla de Vicenza guanyada pel noble, capità general de la Santa Lliga, als venecians vora el riu Brenta (1513). En aquest relleu es mostren dues escenes: la batalla entre genets i infants i el final amb la presa de la fortalesa. A la imposta dintre d'uns grans medallons hi ha unes figures oferint al difunt una corona i una palma que signifiquen la Glòria i la Fama.
L'àtic és coronat per una Mare de Déu dels Àngels en màndorla, sostinguda per dos àngels, símbol de la glòria cristiana. Els cossos laterals del mausoleu són enriquits amb escultures al·legòriques, situades dins fornícules, i trofeus. A tots dos costats d'aquesta Mare de Déu amb l'Infant, hi trobem dues estàtues de dos soldats vestits a la manera romana que, asseguts, vigilen a banda i banda el sepulcre i vetllen el son del difunt, amb dues gerres flamejants.

Sota la imatge Mare de Déu, i per sobre de l'escut d'armes, s'hi veu una inscripció en llatí:
Traudïda al català, hi diu: "A Ramon de Cardona, qui en el govern de Nàpols amb autoritat gairebé reial es féu mereixedor de la glòria pel seu bon govern. Isabel, dissortada esposa, va dedicar aquest mausoleu al seu rellevant marit. Visqué 54 anys, 8 mesos i 6 dies. Any 1522".

El mausoleu ha estat admirat i lloat per molts il·lustres viatgers que el van visitar, entre els quals es poden destacar els il·lustrats Antoni Ponç, Alexandre de Laborde o Francisco de Zamora; així com els romàntics Pau Piferrer, Josep Pleyan de Porta i Francesc Pi i Margall. És precisament Laborde, al seu llibre Viatge pintoresc i històric a Espanya, qui fa una descripció de les més precises del monument: 
| «                      | ...un monument és d'un treball superior a tots els que inclou la província. Aquest mausoleu, fet d'un bell marbre blanc, presenta un gran bloc d'arquitectura de trenta peus d'altura. Al centre hi ha un sepulcre de Ramon de Cardona sostingut per esfinxs i col·locat en un arcosoli semicircular que aguanta l'estàtua de l'heroi, estirat i armat a l'antiga. | » |
| — Alexandre de Laborde | |   |

## Trasllat fins a Bellpuig
Aquesta obra es va realitzar en marbre blanc de Carrara, a Nàpols, d'on Ramon Folc de Cardona havia estat virrei des de l'any 1510 fins a la seva mort ocorreguda el 1522. La seva vídua Elisabet de Requesens i Enríquez, comtessa de Palamós, va encarregar el mausoleu a l'escultor local Giovanni Merliano da Nola i va disposar el trasllat de les despulles del seu marit i del sepulcre des de Nàpols fins a la seva vila natal de Bellpuig, on va ser situat al convent, que el difunt havia fundat, de Sant Bartomeu de Bellpuig, seguint la petició expressada a la seva darrera voluntat. El seu testament també expressa el seu desig de dipositar les seves despulles mortals a "una sepultura feta", en una expressió considerada com molt ambigua que no acaba de verificar si, en el moment de redacció del testament, el sepulcre ja es trobava dissenyat tal com el podem veure avui en dia o si s'estava parlant d'alguna altra obra no conservada a l'actualitat. Alhora, els seus últims desitjos eren que el sepulcre també servissin per a dipositar-hi les restes del seu pare i mare.
El conjunt escultòric, l'execució del qual no va ésser finalitzada fins al 1525, fou transportat desmuntat a peces en un viatge per mar fins al port de Salou, des d'on es va enviar amb carros per terra fins a l'església del convent de Bellpuig, on el cos del virrei fou inhumat el 15 de març de 1531. Del trasllat i muntatge se n'encarregà el mestre d'obra del monestir de Sant Francesc Joan Llopis, i la visura fou duta a terme pels escultors Damià Forment i Martín Díez de Liatzasolo.

## Història
Arran de la Guerra del Francès, es té constància que el sepulcre va patir una profanació de l'urna funerària i una mutilació de les seves escultures vers l'any 1809. Les hosts franceses que van obrir la tomba se'n varen endur una espasa que fou regalada pel papa i que es va dipositar amb el cadàver. Quan el convent restà abandonat arran de la desamortització de 1835, el sepulcre fou traslladat per petició dels prohoms a l'església parroquial de Sant Nicolau (1841-42), sota la direcció de l'arquitecte Pere Casalda. Allà va ser reconstruït al lateral esquerre de l'evangeli de la nau principal del temple, espai on encara es pot visitar actualment.

El dia 24 de juliol de 1936, amb les primeres jornades de la Guerra Civil Espanyola, l'església parroquial de Sant Nicolau va ser saquejada i incendiada per un grup d'incontrolats als quals s'hi va afegir alguns membres de la població. Com a resultat, l'edifici va fumejar durant uns quants dies, i es té constància que el sepulcre va sofrir desperfectes i va romandre en aquest estat fins al final del conflicte bèl·lic. Podem constatar un primer projecte de restauració del sepulcre encarregat pel Servicio de Defensa del Patrimonio Artístico Nacional, 4ª Zona; que depenia de la Dirección General de Bellas Artes, a l'arquitecte Cèsar Martinell i Brunet. En un primer contacte, aquest és el testimoni dels fets que ens deixa:
| « | Este magnífico conjunto había llegado a nuestros días con algunas mutilaciones que no desvirtuaban sus bellezas. Los artistas se deleitaban en su contemplación; los eruditos estudiaban sus diferentes aspectos artístico-documentales; los extranjeros codiciaban esta joya artística, cuya adquisición llegaron a intentar. Ninguno de estos prestigios había de ser salvaguarda contra la horda marxista. La madrugada del 24 de julio de 1936 penetran los forajidos en el templo parroquial de Bellpuig y en su interior hacen hoguera de todo el mobiliario y retablos. El sepulcro no fue atacado directamente, pero el ardor de las llamas calcinó algunas partes y resquebrajó otras, abrumando el conjunto. El sepulcro quedaba maltrecho, pero subsistía en sus elementos principales. La iglesia estuvo cerrada durante todo el período rojo hasta que en 14 de septiembre de 1938 la Brigada 213 irrumpiendo en el santo recinto, debía inflingir al sepulcro el máximo agravio de su casi total destrucción. La urna funeraria con la estatua yacente fue rota a pedazos, las esculturas decorativas más destacadas, igualmente mutiladas, la momia del Virrey estaba al descubierto para mayor vergüenza de tanta barbarie. | » |
| — Cèsar Martinell, Pressupost de la restauració del sepulcre de Ramon Folc de Cardona-Anglesola. Data: setembre de 1939. Sense signatura. Arxiu Històric COAC. CMB-321 / 167 A C/36 Carpeta 6-108H. Caixa 233. | |   |

La feina per recuperar el sepulcre a l'estat previ a la guerra va començar l'agost de 1939, i sembla que es va començar a aplicar el procés de restauració a la dècada de 1940. L'escultor Cruz Collado va encarregar-se de la reconstrucció de les figures l'any 1954, tot i que molts dels fragments eren tant petits que va ser necessari un porgador per a separar-los de les restes de runa.

## Curiositats
- Quan el sepulcre fou traslladat des de l'església del convent de Sant Bartomeu fins a l'església parroquial, l'espai que fou elegit per la seva reconstrucció no corresponia en orientació a l'espai original. Per tant, en l'actualitat, el sepulcre està disposat al revés, essent els peus del noble jacent la primera imatge que se'n té des de la porta d'entrada.
- El poble tendeix a referir-se al sepulcre com a "mausoleu" de Ramon Folc de Cardona-Anglesola. Tot i que la disposició original del difunt era que la seva tomba contingués els ossos dels seus pares,[9] no queda clar si es va dur a terme aquest acte.
- En el conjunt hi predominen les imatges femenines (catorze). Podria significar que la glorificació del difunt que s'hi duu a terme parteix de la mà i acció de la seva vídua.[4]